# Eisbahn Zelgli
Die Eisbahn Zelgli war das ehemalige Stadion des EHC Winterthur und während der Zeit ihres Bestehens die einzige Kunsteisbahn in Winterthur. Die Eisbahn wurde im Jahr 2002 durch die sich ebenfalls im Stadtkreis Mattenbach befindende Eishalle Deutweg ersetzt und abgerissen.

## Geschichte

Das Eisfeld Zelgli in den 1940er-Jahren mit der katholischen Kirche Herz Jesu im Hintergrund.

1878 erteilte der Zürcher Kantonsrat erstmals die Konzession zur Benutzung des benachbarten Mattenbachs für die Errichtung eines Eisfelds. Ein Jahr später verpachtete der Stadtrat von Winterthur einen Teil des Zelgli an den neu gegründeten Winterthurer Schlittschuh-Club (WSC) mit dem Auftrag zwei Eisfelder zu errichten und zu betreiben. 1886 wurden die Eisfelder eingezäunt und eine Holzhütte für Personal und als Wirtschaftsraum errichtet. 1926/29 wurde erstmals eine elektrische Beleuchtung erstellt, die die seit 1909 bestehenden sechs Karbid-Azetylen-Lampen ersetzte. 25 Jahre später wurden diese beim Hockeyfeld durch eine modernere Beleuchtung ersetzt. Dank eines Gönners konnte 1942 neben der Holzhütte ein Clubhaus errichtet werden. 1944 fanden auf der riesigen Eisfläche Schweizer Meisterschaften im Eisschnelllaufen statt. 1953 kaufte die Stadt die Anlage für 37'000 Franken vom WSC ab, da dieser die Errichtung trotz finanzieller Zuschüsse der Stadt nicht mehr bewältigen konnte und das Geld für die Bezahlung von Schulden benötigte. Für den Betrieb war der Club jedoch weiterhin zuständig.

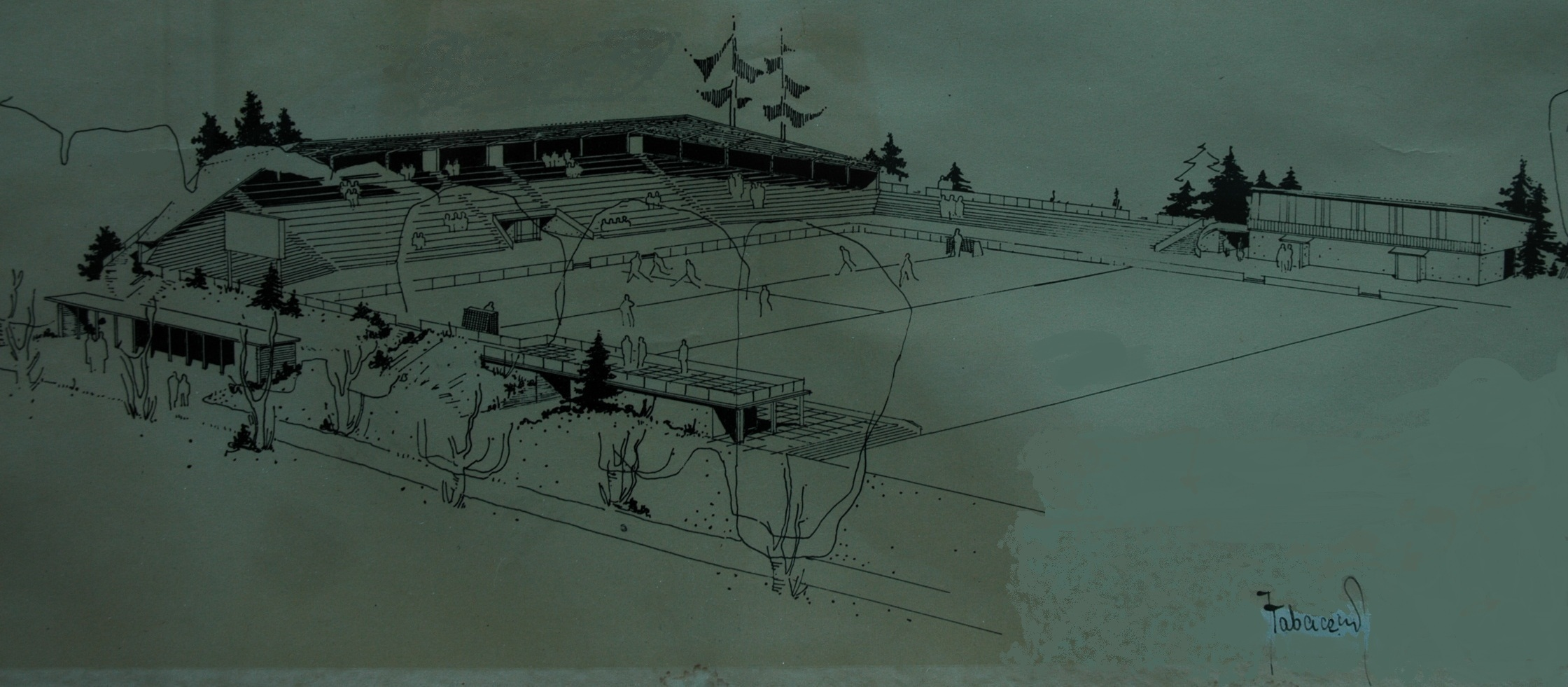
Projekt Zelgli Ansicht von Jakob Tabacznik (1957)

1957 wurde die moderne Kunsteisbahn errichtet, die bis zu ihrem Abriss bestand. Das Projekt verfasste Architekt Jakob Tabacznik aus Winterthur. Es wurden zwei Eisfelder errichtet, eines mit einer Tribüne auf der Seite. Zudem wurden Garderoben, Kassenhäuschen, ein Kiosk und ein Betriebsgebäude errichtet. Die ganze Anlage kostete 1,8 Mio. Franken und wurde zu Teilen von je 600'000 Fr. von der Stadt Winterthur und der Sport-Toto-Gesellschaft und zu Teilen von je 300'000 Fr. von einer Aktiengesellschaft und durch Hypotheken bezahlt. Inoffiziell eröffnet wurde die fertige Eisbahn dann Anfangs November 1957. Das erste Spiel auf der neuen Kunsteisbahn war das Cupspiel des Erstligisten EHC Veltheim gegen den NLB-Club EHC Kleinhüningen (Veltheim unterlag 2:5) am 17. Dezember 1957, als offizielles Eröffnungsspiel im Rahmen einer Eröffnungsfeier diente jedoch ein Spiel des EHC Veltheim gegen den HC Lugano am 12. Januar des nächsten Jahres, das Veltheim vor 3'600 Zuschauern mit 1:4 ebenfalls verlor. Die gemischtwirtschaftliche AG, die anfangs für die Eisbahn zuständig war, wurde relativ schnell aufgelöst, und der Besitz und Betrieb der Eisbahn ging zur Stadt Winterthur über. Infolge der Errichtung des neuen Stadions wurde das Stadion gleich dreimal Ausrichter der Schweizer Meisterschaften im Eiskunstlaufen: 1960, 1964 und 1970.
Mit der Zeit wurde dann ein überdachtes Eisfeld nötig, wodurch auch die lange Winterthurer Leidensgeschichte bis zur Errichtung der Eishalle Deutweg im Jahr 2002 begann. 1981 lehnte die Bevölkerung die Errichtung einer überdachten Eishalle mit einer Curlinghalle für den CC Winterthur hinter der bestehenden Tribüne ab. 1989 nahm das Volk den Bau einer Überdachung der bestehenden Eishalle an. Jedoch führte eine Stimmrechtsbeschwerde gegen die Stadt, die bis zum Bundesgericht geführt wurde, zu einer nochmaligen Abstimmung, die 1991 von der Bevölkerung abgelehnt wurde. Erst 1998 wurde schliesslich im vierten Anlauf der Bau einer Eishalle beim Deutweg angenommen.
Die Kunsteisbahn Zelgli stellte nach einer Nostalgiewoche mit Preisen und Eislaufausrüstung wie zur Eröffnungszeit ihren Betrieb am 10. März 2002 ein und wurde abgerissen. Heute steht auf dem Areal eine Wohnüberbauung, die im Jahr 2008 einen lokalen Architekturpreis und den dazugehörigen Publikumspreis erntete.